# 오정복
오정복(吳正福, 1986년 10월 13일 ~ )은 전 KBO 리그 kt 위즈의 외야수이다.

## 삼성 라이온즈시절
2010년부터 본격적으로 1군에 올라왔으며, 2010년 5월 2일 한화전에서 데뷔 첫 홈런과 연장전 홈런을 기록하였고 그 해 100경기에 출장하여 활약했다. 그러나 2010년 포스트 시즌 직전에 발목 부상을 당해 출장하지 못했고, 2011년에는 입단 동기이자 그 해 신인왕을 차지한 외야수 배영섭이 맹활약하며 밀리게 되었다. 거기에 시즌 후 2011년 아시아 시리즈를 통해 정형식이 두각을 드러내기 시작했고, 우동균이 경찰 야구단에서 제대하여 팀 내 외야진이 포화 상태가 되면서 24경기 출장에 그쳤다. 게다가 상대적으로 주루 능력이 떨어져 배영섭과 이영욱에게도 밀렸다.

## 경찰 야구단시절
2011년 말 경찰 야구단 입대가 확정된 후 2011년 11월 22일 2차 드래프트를 통해 연고 팀 NC 다이노스에 이적하였다.

## NC 다이노스시절
2013년 9월 28일 제대하자마자 당시 감독이었던 김경문의 지시에 따라 9월 30일에 출국하여 미국 애리조나주에서 열리는 교육 리그 선수단에 합류하였다. 군 제대를 하고 2014년 시즌에 NC 다이노스로 복귀하면서, NC 다이노스 구단 최초 군 제대 후 복귀한 선수가 되었다.

### 준플레이오프
1경기에 출장하여 1타수 무안타를 기록하였다.
- 기록

| 타율  | 경기 | 타수 | 득점 | 안타 | 2루타 | 3루타 | 홈런 | 타점 | 도루 | 도실 | 볼넷 | 사구 | 삼진 | 병살 | 장타율 | 출루율 | 실책 | 비고 |
| ----- | ---- | ---- | ---- | ---- | ----- | ----- | ---- | ---- | ---- | ---- | ---- | ---- | ---- | ---- | ------ | ------ | ---- | ---- |
| 0.000 | 1    | 1    | 0    | 0    | 0     | 0     | 0    | 0    | 0    | 0    | 0    | 0    | 0    | 0    | 0.000  | 0.000  | 0    |      |

## kt 위즈시절
2015년 6월 21일 당시 NC 소속이었던 그와 홍성용, kt 소속이었던 용덕한과의 2:1 트레이드로 kt 위즈에 이적했다. 트레이드 직후 6월 23일 LG 트윈스와의 경기에서 헨리 소사를 상대로 역전 쓰리런 홈런을 쳐 내며 역전시켜 이적 첫 경기부터 강한 인상을 남겼다.
2018년 7월 21일 김동욱과 함께 웨이버 공시되었다.

## 논란
2016년 3월 12일 밤 경기도 수원시에서 지인과 술을 마신 뒤 음주 상태로 운전을 하다 적발돼 불구속 입건됐다. 당시 혈중 알콜 농도는 면허 취소에 해당하는 0.103%였다. 이에 kt 위즈는 징계 위원회를 열어 그에게 시즌 10경기 출장 정지와 벌금 300만원의 징계를 내렸고, KBO 역시 상벌 위원회를 열고 15경기 출장 정지와 유소년 야구 봉사 활동 120시간의 제재를 부과했다.

## 출신 학교
- 김해삼성초등학교
- 내동중학교
- 마산용마고등학교
- 인하대학교

## 연봉
| 연도   | 연봉      | 인상율(%) | 비고   |
| ------ | --------- | --------- | ------ |
| 2009년 | 2,400만원 | 0         |        |
| 2010년 | 2,600만원 | 8.3       |        |
| 2011년 | 5,300만원 | 103.8     |        |
| 2012년 |           |           | 군입대 |
| 2013년 |           |           | 군입대 |
| 2014년 | 5,300만원 | 0         |        |
| 2015년 | 5,000만원 | 0         | -5.7   |

## 통산 기록
| 연도 | 팀명  | 타율  | 경기 | 타수 | 득점 | 안타 | 2루타 | 3루타 | 홈런 | 루타 | 타점 | 도루 | 도실 | 볼넷 | 사구 | 삼진 | 병살 | 실책 |
| ---- | ----- | ----- | ---- | ---- | ---- | ---- | ----- | ----- | ---- | ---- | ---- | ---- | ---- | ---- | ---- | ---- | ---- | ---- |
| 2009 | 삼성  | 0.143 | 6    | 7    | 0    | 1    | 0     | 0     | 0    | 1    | 0    | 0    | 0    | 0    | 0    | 0    | 0    | 0    |
| 2010 | 삼성  | 0.271 | 100  | 221  | 39   | 60   | 10    | 1     | 7    | 93   | 36   | 1    | 4    | 25   | 4    | 40   | 4    | 1    |
| 2011 | 삼성  | 0.192 | 24   | 26   | 4    | 5    | 1     | 0     | 0    | 6    | 3    | 0    | 0    | 1    | 0    | 6    | 0    | 0    |
| 2014 | NC    | 0.232 | 47   | 69   | 9    | 16   | 4     | 0     | 0    | 20   | 7    | 2    | 0    | 7    | 1    | 9    | 2    | 0    |
| 2015 | KT    | 0.259 | 66   | 239  | 34   | 62   | 11    | 1     | 5    | 90   | 29   | 3    | 3    | 33   | 3    | 26   | 3    | 2    |
| 2016 | KT    | 0.304 | 96   | 306  | 45   | 93   | 11    | 2     | 5    | 123  | 36   | 1    | 0    | 28   | 0    | 32   | 5    | 3    |
| 2017 | KT    | 0.354 | 81   | 195  | 24   | 69   | 13    | 0     | 2    | 88   | 16   | 0    | 1    | 9    | 5    | 24   | 5    | 1    |
| 통산 | 7시즌 | 0.286 | 420  | 1063 | 155  | 306  | 50    | 4     | 19   | 421  | 127  | 7    | 8    | 103  | 13   | 137  | 19   | 7    |